# 车旼奎
车旼奎（韩语： Cha Minkyu，1993年3月16日—）生于京畿道安养市，是一名韩国男子速度滑冰运动员，主攻短距离项目。车旼奎从小便体弱多病，为了提高自己的体质，他在小学四年级时开始接触短道速滑。2011年，他放弃短道速滑，开始转攻速度滑冰。